# Nidicole

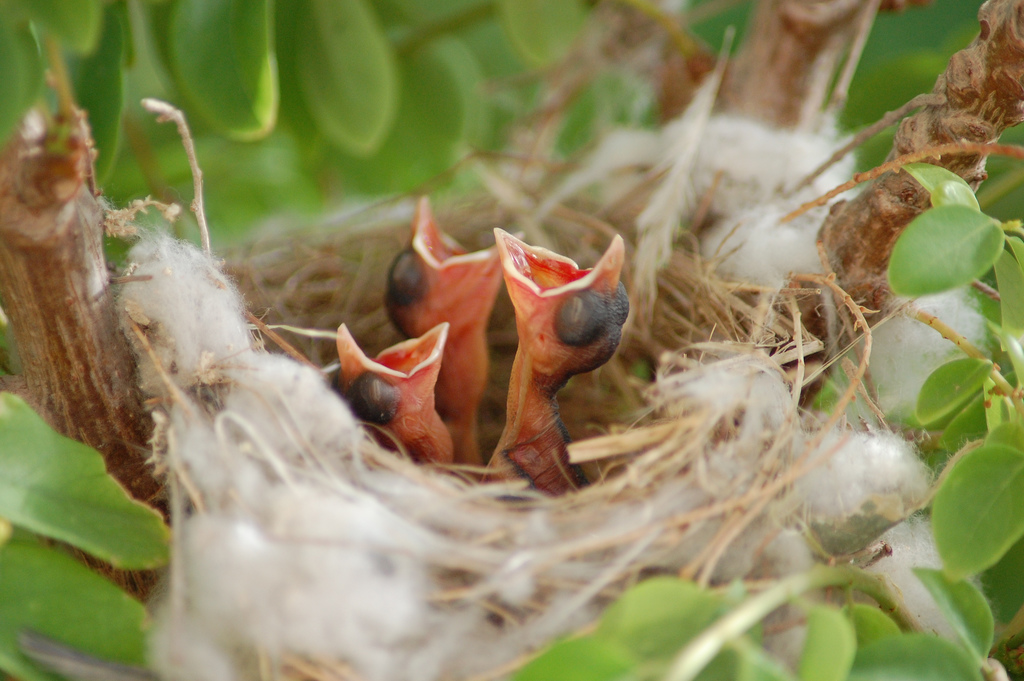
Oisillons nidicoles.

Une espèce animale est dite nidicole ou altriciale lorsque ses petits naissent incapables de se nourrir et de se déplacer seuls. Généralement ils naissent nus et aveugles. C'est le cas notamment des pigeons et de nombreux passereaux. À l'opposé, les espèces dont les petits quittent rapidement le nid après l'éclosion (comme la poule par exemple) sont dites nidifuges. D'autres concepts similaires comme précoce/altrice ont été proposés par Carl Jakob Sundevall en 1836. Ce concept, avec celui de nidifuge, a été proposé par Lorenz Oken en 1816.
Chez les commensaux et les parasites, le qualificatif « nidicole » renvoie au fait qu'ils vivent dans les nids de leurs hôtes comme certaines puces d'oiseaux ou de micromammifères par exemple.